# Marriott Cycle Company
Marriott Cycle Company Ltd. war ein britischer Hersteller von Fahrrädern, Motorrädern und Automobilen.

## Unternehmensgeschichte
John Marriott gründete das Unternehmen. Es hatte seinen Sitz zunächst an der Sampson Road North 16 in Birmingham, später in Hay Mills bei Birmingham, sowie eine Verkaufsagentur an der Queen Street 71 in London. Es stellte bereits Ende des 19. Jahrhunderts Fahrräder her. Später folgten Motorräder. 1901 begann die Produktion von Automobilen. Der Markenname lautete Marriott. 1902 endete die Automobilproduktion.

## Automobile
Im Angebot standen Quadricycles. Ein Einzylindermotor von De Dion-Bouton mit 2,75 PS Leistung trieb die Fahrzeuge an.